# Урожайний (Новосибірська область)
Урожайний (рос. Урожайный) — селище у Краснозерському районі Новосибірської області Російської Федерації.
Входить до складу муніципального утворення Садовська сільрада. Населення становить 176 осіб (2010).

## Історія
Згідно із законом від 2 червня 2004 року органом місцевого самоврядування є Садовська сільрада.

## Населення
| 2002 | 2007 | 2010 |
| ---- | ---- | ---- |
| 244  | ↘216 | ↘176 |